# Julie Powell

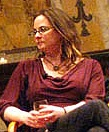
Julie Powell, 2009

Julie Powell (* 20. April 1973 in Austin, Texas; † 26. Oktober 2022 in Olivebridge, New York) war eine US-amerikanische Autorin. Bekannt wurde sie durch ihr Buch Julie & Julia: 365 Tage, 524 Rezepte und 1 winzige Küche.

## Leben
Geboren und aufgewachsen in Austin, Texas, besuchte sie das Amherst College, wo sie 1995 mit den Hauptfächern Theater und Kreatives Schreiben graduierte.
Während sie im August 2002 für die Lower Manhattan Development Corporation als Zeitarbeitskraft arbeitete, begann Powell mit dem Julie/Julia Projekt, einem Blog, in dem sie ihren Versuch beschrieb, alle Rezepte aus Julia Childs Mastering the Art of French Cooking in einem Jahr zu kochen. Der Blog hatte rasch eine große Fangemeinde, und Powell unterschrieb einen Buchvertrag mit Little, Brown and Company. Der Blog ist nicht mehr online. Das Buch, das daraus entstand, Julie & Julia: 365 Tage, 524 Rezepte und 1 winzige Küche, erschien 2005. Es wurde als bestes auf einem Weblog oder einer Website basierendes Werk mit dem Lulu Blooker Prize 2006 ausgezeichnet.
Die Verfilmung des Buches, nach einem Drehbuch von Nora Ephron, basiert zusätzlich auf Julia Childs Autobiographie My Life in France und kam im August 2009 unter dem Titel Julie & Julia in die Kinos. Julie Powell wird dabei von Amy Adams gespielt.
Powells zweites Buch Cleaving: a Story of Marriage, Meat, and Obsession, in dem sie Details einer Affäre beschreibt, die sie hatte, während sie ihr erstes Buch veröffentlichte und die im Film nicht erwähnt wird, erschien im Dezember 2009 auf Englisch.
Julie Powell lebte zuletzt mit ihrem Mann Eric im New Yorker Stadtbezirk Queens. Sie starb im Oktober 2022 im Alter von 49 Jahren an Herzstillstand.

## Schriften
- Julie & Julia: 365 Tage, 524 Rezepte und 1 winzige Küche. Übers von Andrea Ott. München: Goldmann 2009. ISBN 978-3-442-47133-1.